# Saint-Ouen-de-la-Cour
Saint-Ouen-de-la-Cour è un comune francese di 67 abitanti situato nel dipartimento dell'Orne nella regione della Normandia.

## Società

### Evoluzione demografica
Abitanti censiti